# Gregor Kiritschenko
Gregor Kiritschenko (* 21. November 1949 in Torgau) ist ein ehemaliger deutscher Radrennfahrer.

## Sportliche Laufbahn
Kiritschenko war in der DDR aktiv, er startete für den SC DHfK Leipzig, nach 1973 für die SV Lokomotive Leipzig und war von 1964 bis 1975 aktiv. 1970 gewann er das Etappenrennen Bokanyi-Cup in Ungarn vor András Takács. 1971 wurde er nationaler Vize-Meister im Mannschaftszeitfahren gemeinsam mit Horst Wagner, Bernd Höcke und Dieter Mickein, 1971 Dritter mit Dieter Grabe, Bernd Höcke und Erwin Raidt. Im Eintagesrennen um den Tribüne Bergpreis 1970 wurde er Vierter beim Sieg von Dieter Gonschorek. 1971 wurde er Zweiter im Großen Preis von Torgau.
Für die Nationalmannschaft startete Kiritschenko 1971 in Frankreich beim Grand Prix de l’Humanité 1971. 1970 fuhr er die Tour de Bohemia, 1971 die Bulgarien-Rundfahrt.
In der DDR-Rundfahrt kam er 1971 auf den 22. Rang, 1972 wurde er 28. und 1973 belegte er den 26. Platz.
Später war er als Sportlicher Leiter im Radsportteam Team Notebooksbilliger.de tätig.

## Familiäres
Sein Sohn Marco Kiritschenko war ebenfalls Radrennfahrer.